# DN24C
De DN24C (Drum Național 24C of Nationale weg 24C) is een weg in Roemenië. Hij loopt van Vânători via Ștefănești en Rădăuți-Prut naar Moldavië. De weg is 142 kilometer lang. De weg loopt parallel aan de rivier Proet die de grens tussen Roemenië en Moldavië vormt.